# Rachel Hurd-Wood
Rachel Clare Hurd-Wood (n. 17 august 1990, Londra) este o actriță britanică, ea a devenit cunoscută prin rolurile jucate în filmele Dorian Gray, Solomon Kane și Parfumul - povestea unui ucigaș.

## Date biografice
Rachel Hurd-Wood s-a născut în Londra, când avea 8 ani se mută cu părinții la Godalming, azi trăiește ea în comitatul Surrey din Anglia. În 2003 joacă primul ei rol în filmul pentru copii "Peter Pan". Anii următori a jucat în filme ca Haunting,   Dorian Gray,  Solomon Kane  și  Parfumul - povestea unui ucigaș.
În mai 2010 joacă rolul princiapal în filmul "The Last Furlong".

## Filmografie
- 2003: Peter Pan – ca Wendy Darling
- 2004: Sherlock Holmes and the Case of the Silk Stockings – ca Imogen
- 2005: Der Fluch der Betsy Bell – ca Betsy Bell
- 2006: Das Parfum – Die Geschichte eines Mörders – ca Laure Richis
- Solomon Kane (2009) – Meredith Crowthorn
- 2009: Das Bildnis des Dorian Gray – ca Sibyl Vane
- 2010: Tomorrow, When the War Began – ca Corrie Mackenzie

## Video muzicale
- Interpretează: Madeleine Peyroux – A Little Bit
- Interpretează: Warehouse Republic – Revolver